# (4348) Polidamante
(4348) Polidamante es un asteroide que forma parte de los asteroides troyanos de Júpiter y fue descubierto el 11 de septiembre de 1988 por Carolyn Jean S. Shoemaker desde el observatorio del Monte Palomar, Estados Unidos.

## Designación y nombre
Polidamante recibió inicialmente la designación de 1988 RU.
Más adelante, en 1991, se nombró por Polidamante, un personaje de la mitología griega.

## Características orbitales
Polidamante está situado a una distancia media de 5,24 ua del Sol, pudiendo alejarse hasta 5,756 ua y acercarse hasta 4,725 ua. Tiene una excentricidad de 0,09842 y una inclinación orbital de 7,958 grados. Emplea 4382 días en completar una órbita alrededor del Sol.

## Características físicas
La magnitud absoluta de Polidamante es 9,5 y el periodo de rotación de 9,908 horas.